# Cameo

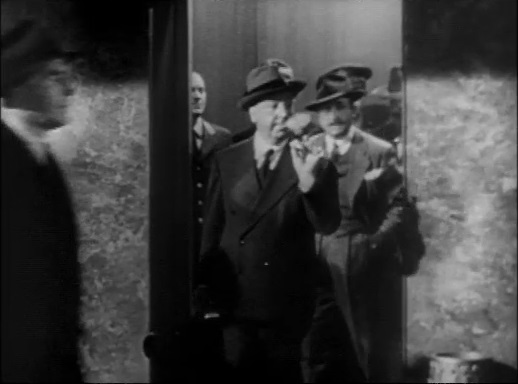
Cameo Alfréda Hitchcocka ve filmu Rozdvojená duše (1945)

Cameo [kameo], též cameo role je pojem z angličtiny označující krátký výstup (hovorově „štěk“) nějaké celebrity ve filmu, televizním pořadu či divadelní hře. Může jít o profesionálního umělce (herce, zpěváka, režiséra), ale i jinou známou osobnost jako politik, sportovec a podobně. Cameo může být výrazné a nepřehlédnutelné, nebo naopak zcela nenápadné.
Výraz vznikl posunem významu anglického výrazu pro kamej – umělecký portrét provedený v miniaturních rozměrech.

## Příklady

### Herci
Cameo rolemi byl hojně obsazen například film Mika Todda Cesta okolo světa za 80 dní z roku 1956, kde se takto objevili například Marlene Dietrichová, Frank Sinatra či Buster Keaton.
Ve filmech autorské dvojice Svěrák–Smoljak byli do malých rolí obsazování jejich kolegové z divadla Járy Cimrmana, například Petr Brukner ve filmu Jáchyme, hoď ho do stroje.

### Režiséři
Někteří režiséři se objevují v cameo rolích ve svých vlastních filmech, například Alfred Hitchcock se takto obsadil údajně až 40krát. V jeho případě šlo zpravidla o ryze komparzní role, které nepozorný divák mohl i přehlédnout. Do epizodních rolí se ve svých filmech několikrát obsadil M. Night Shyamalan. Režisér Garry Marshall se objevil například ve svém filmu Pretty Woman.
Režiséři Jan Svěrák a Filip Renč si navzájem ve svých filmech psali cameo role, podobně jako dvojice Quentin Tarantino a Robert Rodriguez.

### Autoři předlohy
Autor superhrdinských komiksů Stan Lee vystupoval v cameo rolích v celovečerních filmech na motivy jeho komiksů: Hulk, X-Men, Iron Man, Spider-Man 2, Thor, Avengers a další. Obdobně se například spisovatel Bohumil Hrabal objevil v komedii Slavnosti sněženek natočené podle jeho knihy. Ve filmu 2010: Druhá vesmírná odysea se v jednom ze záběrů krátce objeví autor knižní předlohy A. C. Clarke.

### Jiné osobnosti
V Česku patří mezi proslulá camea výstup Karla Gotta (v roli sebe sama) v komedii Dědictví.
Ve filmu Apollo 13 se v cameo roli objevil skutečný velitel Apolla 13 Jim Lovell.
Cameo se může z nějakého výstupu stát teprve zpětně, když je jeho představitel obsazen jako klasický komparz a slavným se stane až později. Příkladem je rolička začínajícího Jacka Nicholsona v nízkorozpočtovém hororu R. Cormana Malý krámek hrůz, či cameo pozdějšího podnikatele a svého času nejbohatšího Čecha Petra Kellnera ve filmu Čas sluhů. V širším smyslu sem lze zařadit i cameo výstup pozdějšího prezidenta USA Donalda Trumpa v komedii Sám doma 2, kde byl tehdy obsazen „jen“ coby majitel hotelu, kde se scéna natáčela.

### Literární camea
Cameo může mít také podobu výskytu známé fiktivní postavy v jiném díle (beletrii, komiksu), např. zařazení postavy d'Artagnana (ze Tří mušketýrů od A. Dumase) do hry Cyrano z Bergeracu od E. Rostanda. Takovým literárním cameem může být i skutečná osoba (např. Karel May do svých raných děl z prostředí Divokého západu obsazoval Abrahama Lincolna).